# Schlacht von Maastricht
Schlacht um die Niederlande

Maastricht – Mill – Den Haag – Rotterdam – Zeeland – Grebbeberg – Afsluitdijk – Bombardierung von Rotterdam
Invasion von Luxemburg

Schusterlinie
Schlacht um Belgien

Fort Eben-Emael – K-W-Linie – Dyle-Plan – Hannut – Gembloux – Lys
Schlacht um Frankreich

Ardennen – Sedan – Maginot-Linie – Weygand-Linie – Arras – Boulogne – Calais – Dünkirchen (Dynamo – Wormhout) – Abbeville – Lille – Paula – Fall Rot – Aisne – Westalpen – Cycle – Saumur – Lagarde – Aerial – Fall Braun
Die Schlacht von Maastricht war eines der ersten Gefechte des Westfeldzugs der deutschen Wehrmacht im Zweiten Weltkrieg. Die niederländische Stadt Maastricht, vor allem die dort gelegenen drei Brücken über die Maas (französisch Meuse), waren mit Blick auf die Eroberung des belgischen Fort Eben-Emael und die Aufteilung der alliierten Armeen in zwei Hälften von strategischer Bedeutung.

## Ausgangslage
Vorrangiges Ziel der Wehrmacht war es, die Brücken über die Maas unbeschädigt einzunehmen. Auf diese Weise würden die Verbindungsstraßen nach Frankreich deutlich leichter nutzbar sein. Es wurden deswegen vor dem Angriff als Zivilisten verkleidete Trupps entsandt, deren Aufgabe es sein sollte, die Sprengvorkehrungen der Brücken zu sabotieren, d. h. auszuschalten. Die Saboteure wurden jedoch erkannt, verhaftet und bei einem Fluchtversuch erschossen.

## Schlacht

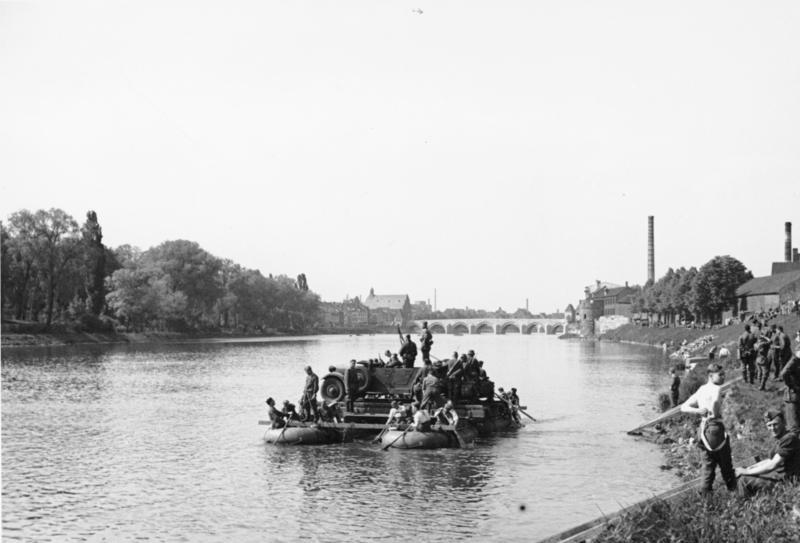
Deutsche Truppen überqueren die Maas, 10. Mai 1940

In den frühen Morgenstunden des 10. Mai näherte sich eine Patrouille von sechs Kradschützen dem östlichen Wachposten am Schleusenkomplex in Borgharen nördlich von Maastricht. Eine Abteilung der niederländischen Infanterie war dort stationiert und in der Nähe der Brücke deckte aus einer Kasematte eine Maschinengewehrstellung das Gelände ab. Der Spähtrupp wurde zum Anhalten aufgefordert und vier Deutsche wurden gefangen genommen. Die anderen beiden konnten entkommen. Nicht viel später tauchten weitere deutsche Kradschützen auf. Die Niederländer ließen sie bis auf 50 m herankommen und eröffneten dann das Feuer mit zwei Maschinengewehren und jedem verfügbaren Gewehr. Die Deutschen zogen sich vorübergehend zurück. Als sie jedoch Verstärkung heranbrachten, wurden die Verteidiger überwältigt. Diese versuchten nun, sich zur Schleuse zurückzuziehen. Der Rückzug gestaltete sich unter dem immer stärker werdenden deutschen Feuer schwierig. Die Männer an der Schleuse selbst konnten den Deutschen widerstehen, aber der südöstliche Trupp, der den nördlichen Eingang nach Maastricht verteidigte, musste aufgeben, als sein Maschinengewehr versagte. Die Lücke, die nun in der äußeren Verteidigung der Stadt bestand, wurde rasch von der deutschen Übermacht genommen.
Verbände der 4. Panzer-Division rückten östlich von Maastricht auf Gulpen vor, wo sie für einige Stunden von den niederländischen Verteidigern aufgehalten werden konnten. Der südlichen Abteilung gelang es jedoch, rasch auf Maastricht vorzustoßen, bei Heugem den äußeren Verteidigungsring der Stadt zu erreichen und diesen zu überwinden.
Als die Wehrmacht in die Stadt eingedrungen war, war nur noch die Eisenbahnbrücke über die Maas in brauchbarem Zustand; die niederländischen Truppen hatten die weiteren Brücken gesprengt. Als die deutschen Truppen heran waren und die ersten Fahrzeuge über die Brücke schickten, wurde auch diese gesprengt.
Es gelang den Niederländern eine Zeit lang, den Angreifern heftige Verluste zuzufügen und sie vom Ufer der Maas fernzuhalten; sie mussten sich angesichts der deutschen Übermacht am späten Nachmittag des 10. Mai aber zurückziehen.
Der Befehlshaber der Provinz Limburg (Oberstleutnant Albert Govers) entschied sich zur Kapitulation, auch um die historische Stadt Maastricht vor der Zerstörung zu bewahren.

## Ergebnis
Es war der Wehrmacht trotz zerstörter Brücken gelungen, den Weg zum Fort Eben-Emael freizumachen.
Den Kämpfen im Süden der Provinz Limburg fielen 47 niederländische Soldaten zum Opfer. Die deutschen Verluste werden auf 130 bis 190 geschätzt. Die Wehrmacht verlor 9 Panzer und Panzerwagen sowie 10 Flugzeuge (Junkers Ju 52 und Junkers Ju 87).